# Paragorgiidae
A Paragorgiidae a virágállatok (Anthozoa) osztályának a szarukorallok (Alcyonacea) rendjébe, ezen belül a Scleraxonia alrendjébe tartozó család.
A WoRMS adatai szerint 19 elfogadott faj tartozik ebbe a korallcsaládba.

## Rendszerezés
A családba az alábbi 2 nem tartozik:
- Paragorgia H. Milne-Edwards, 1857 - 15 faj; típusnem
- Sibogagorgia Stiasny, 1937 - 4 faj